# Bergweiler (Sarre)
Pour l’article homonyme, voir Bergweiler.
Bergweiler est un ortsteil de Tholey en Sarre.

## Histoire
Ancienne commune indépendante avant le 1er janvier 1974.

## Lieux et monuments

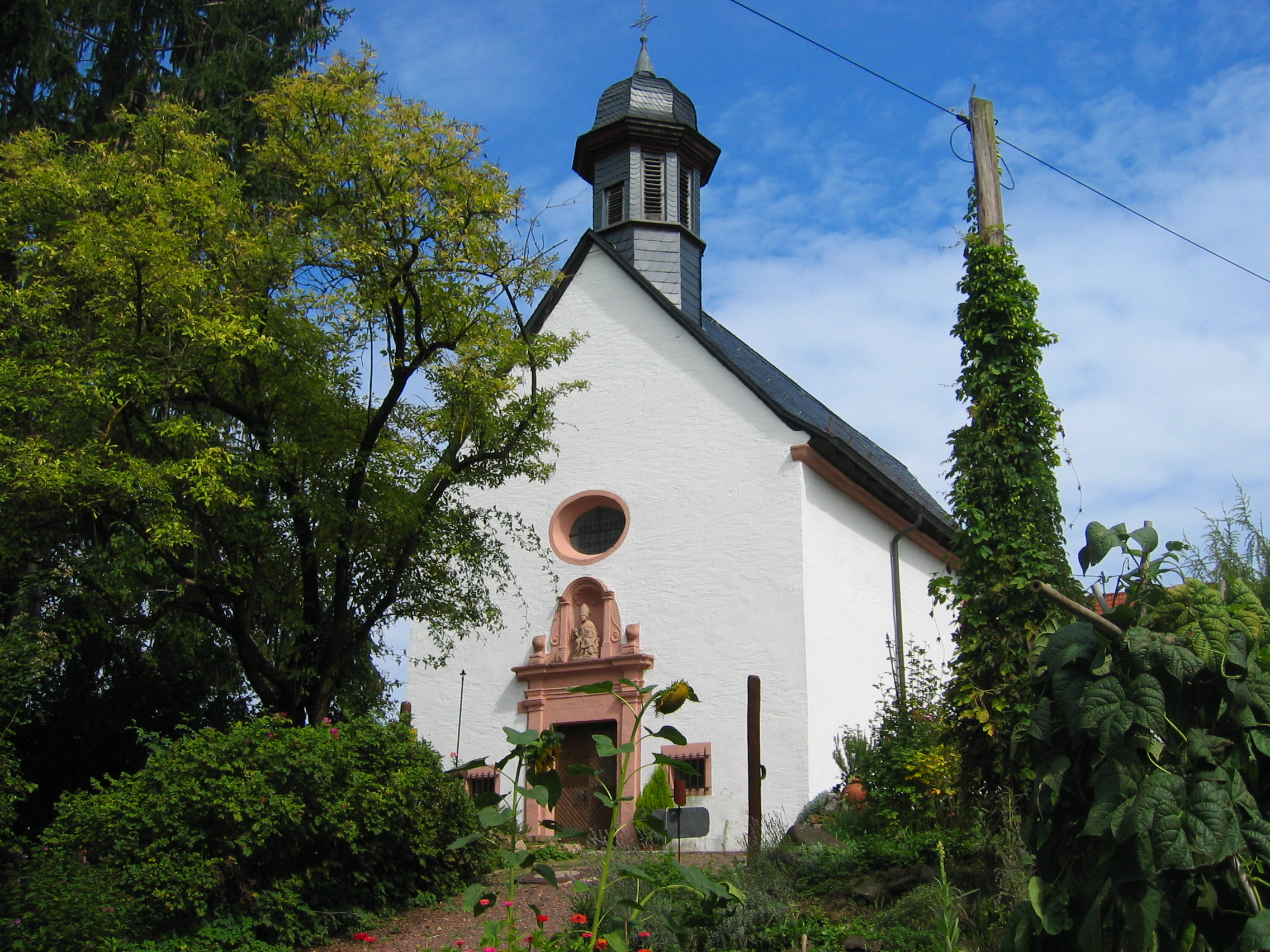
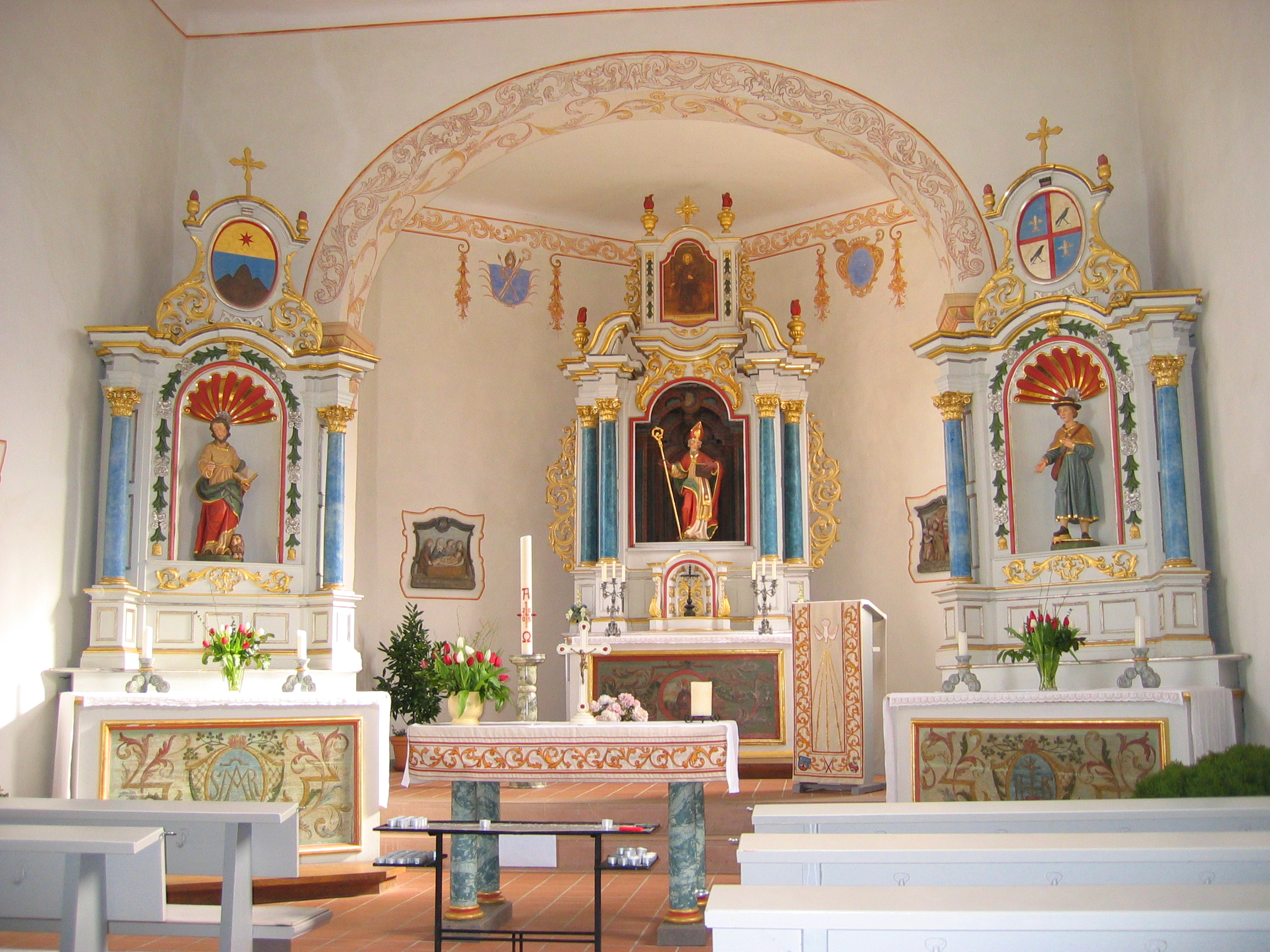